# Steve Wojciechowski
Steven Michael Wojciechowski, detto Steve (Severna Park, 11 agosto 1976), è un ex cestista e allenatore di pallacanestro statunitense.

## Palmarès
- NABC Defensive Player of the Year (1998)
- Campione NCAA (2001, da vice allenatore)